# Hausen (Fremdingen)
Hausen ist ein Ortsteil der Gemeinde Fremdingen im bayerisch-schwäbischen Landkreis Donau-Ries.

## Lage
Das Pfarrdorf liegt am Übergang zwischen dem Vorland der Südlichen Frankenalb und dem Nordrand des Rieses, ca. 4,3 km nordöstlich von Fremdingen am Mühlbach, einem Quellbach der Wörnitz. Es ist auf etwa 450 m Höhe klimatisch günstig eingebettet zwischen Lehrbuck (487 m), Spielberg (470 m) und Hänseberg (474 m).
Die Kreisstraße DON 4 durchquert von Fremdingen kommend den Ort.

## Geschichte
Die Ortslage war wohl schon früh besiedelt. Im Waldstück Gehren östlich von Hausen gibt es eine keltische Kultstätte. Auch Spuren einer Römerstraße finden sich in der Nähe. 
Der Ort wurde wohl zwischen dem 7. und dem 10. Jahrhundert gegründet. 1053 erscheint er erstmals in einer Urkunde des Kaisers Heinrich III. als „villa Husen“. Die Grafen von Oettingen förderten die Ansiedlung von Handwerkern und Tagelöhnern, die in der Waldarbeit einen Nebenverdienst fanden. 
1890 wurde das Schulhaus gebaut. Der Schulbetrieb wurde 1970 aufgegeben. Heute wird das Gebäude als Schützenheim genutzt.
Die bis zur Gemeindegebietsreform selbständige Gemeinde Hausen wurde am 1. Mai 1978 in die Gemeinde Fremdingen eingegliedert.

## Bauwerke

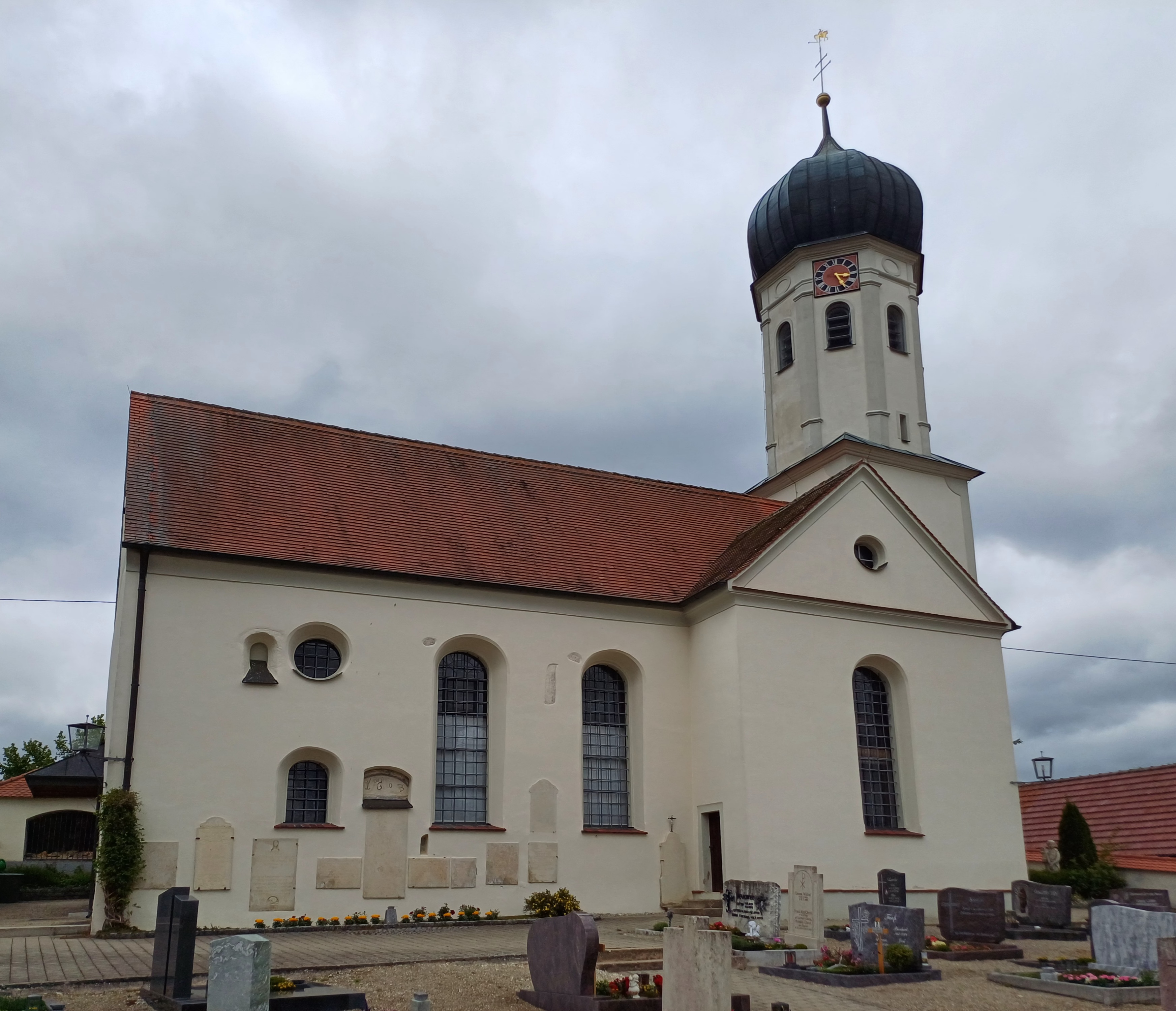
St. Rufus in Hausen

Neben einigen weiteren Objekten steht auch die Katholische Pfarrkirche St. Rufus auf der Denkmalliste.